# Bernice Rubens
Bernice Rubens (Cardiff, 26 luglio 1928 – Londra, 13 ottobre 2004) è stata una scrittrice gallese, vincitrice del Booker Prize nel 1970.

## Biografia
Bernice Ruth Reuben nacque a Splott, Cardiff in Galles da una famiglia di origine russo-ebraica. Sia lei che il fratello erano musicisti classici di fama. Si sposò con Rudi Nassauer, un commerciante di vini e romanziere, da cui ebbe due figlie, Rebecca e Sharon. 
Il suo romanzo Madame Sousatzka del 1962 venne adattato nel film omonimo del 1988 diretto da John Schlesinger, con Shabana Azmi e Shirley MacLaine.
Anche il suo I Sent a Letter To My Love del 1975 fu portato al cinema (Ma Chère Inconnue) nel 1980 da Moshe Mizraki, con Simone Signoret e Jean Rochefort.

## Opere
- Set on Edge (1960)
- Madame Sousatzka (1962), traduzione di Marina Morpurgo, Milano, Astoria, 2013, ISBN 978-88-969-1948-4.
- Mate in Three (1966)
- Chosen People (1969)
- The Elected Member (1969), vincitore del Booker Prize
- Sunday Best (1971)
- Go Tell the Lemming (1973)
- Mia cara sconosciuta (I Sent a Letter To My Love, 1975), traduzione di Manuela Francescon, Collana Scatti, Milano, Astoria, 2014, ISBN 978-88-619-2555-7.
- The Ponsonby Post (1977)
- A Five-Year Sentence (1978)
- Spring Sonata (1979)
- Birds of Passage (1981)
- L'eredità di Jakob Bindel (Brothers, 1983), traduzione di Irene Abigail Piccinini, Collana Vintage, Milano, Astoria, 2020, ISBN 978-88-332-1062-9.
- Mr Wakefield's Crusade (1985)
- Our Father (1987)
- Kingdom Come (1990)
- A Solitary Grief (1991)
- Mother Russia (1992)
- Autobiopsy (1993)
- Hijack (1993)
- Yesterday in the Back Lane (1995)
- The Waiting Game (1997)
- I, Dreyfus (1999)
- Milwaukee (2001)
- Nove Vite (Nine Lives, 2002), traduzione di Manuela Francescon, Collana Scatti, Milano, Astoria, 2015, ISBN 978-88-619-2919-7.
- The Sergeants' Tale (2003)
- When I Grow Up (2005)